# Дафне Схіперс
Дафне Схіперс (нід. Dafne Schippers; нар. 15 червня 1992) — нідерландська легкоатлетка, яка спеціалізується на багатоборстві, спринті та стрибках у довжину. Чемпіонка світу 2015 та 2017 років на дистанції 200 метрів, срібна призерка на дистанції 100 метрів. У 2013 виграла бронзу чемпіонату світу у багатоборстві. 2014 стала дворазовою чемпіонкою Європи (100 і 200 метрів).
8 серпня 2020 на змаганнях «Golden Spike» в Остраві встановила нове вище європейське досягнення з бігу на 150 метрів (16,56).
26 вересня 2023 оголосила про завершення спортивної кар'єри.

## Особисті рекорди

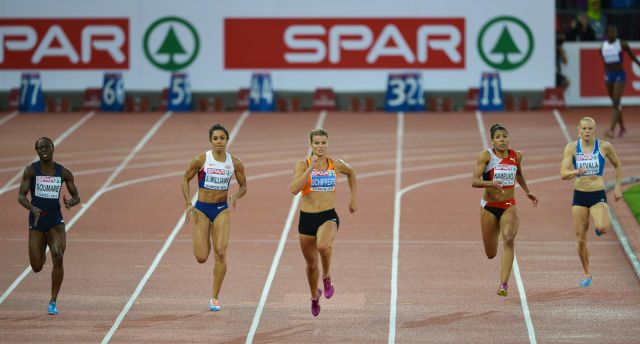
Schippers setting a national record on the 200 metres in Zürich in 2014

На стадіоні
- 100 м — 10.81 (-0.3) (Пекін 2015) NR
- 150 м — 16,93 (+2.0) (Амстердам 2013)
- 200 м — 21.63 (+0.2) (Пекін 2015) NR, ER, 3-ій за всі часи
- 800 м — 2:08.59 (Гетціс 2014)
- 100 з бар'єрами — 13.13 (-1.2) (Гетціс 2014)
- Стрибки у вистоту — 1.80 м (Лондон 2012)
- Стрибки в дожину — 6.78 м (+0.0) (Амстердам 2014) NR
- Ядро — 14.66 м (Гетціс 2015)
- Спис — 42.82 м (Ліссе 2014)
- Семиборство — 6545 очок (Гетціс 2014) колишній національний рекорд
- Естафета 4 × 100 м — 42.04 (Амстердам 2016) NR

В залі
- 60 м — 7.00 (Берлін 2016) NR
- 60 м з бар'єрами — 8.18 (Апельдорн 2012)
- Висота — 1.74 м (Дортмунд 2009)
- Ядро — 13.91 м (Апельдорн 2012)
- Довжина — 6.48 м (Апельдорн 2015)